# Liste der Autobahnen in der Türkei

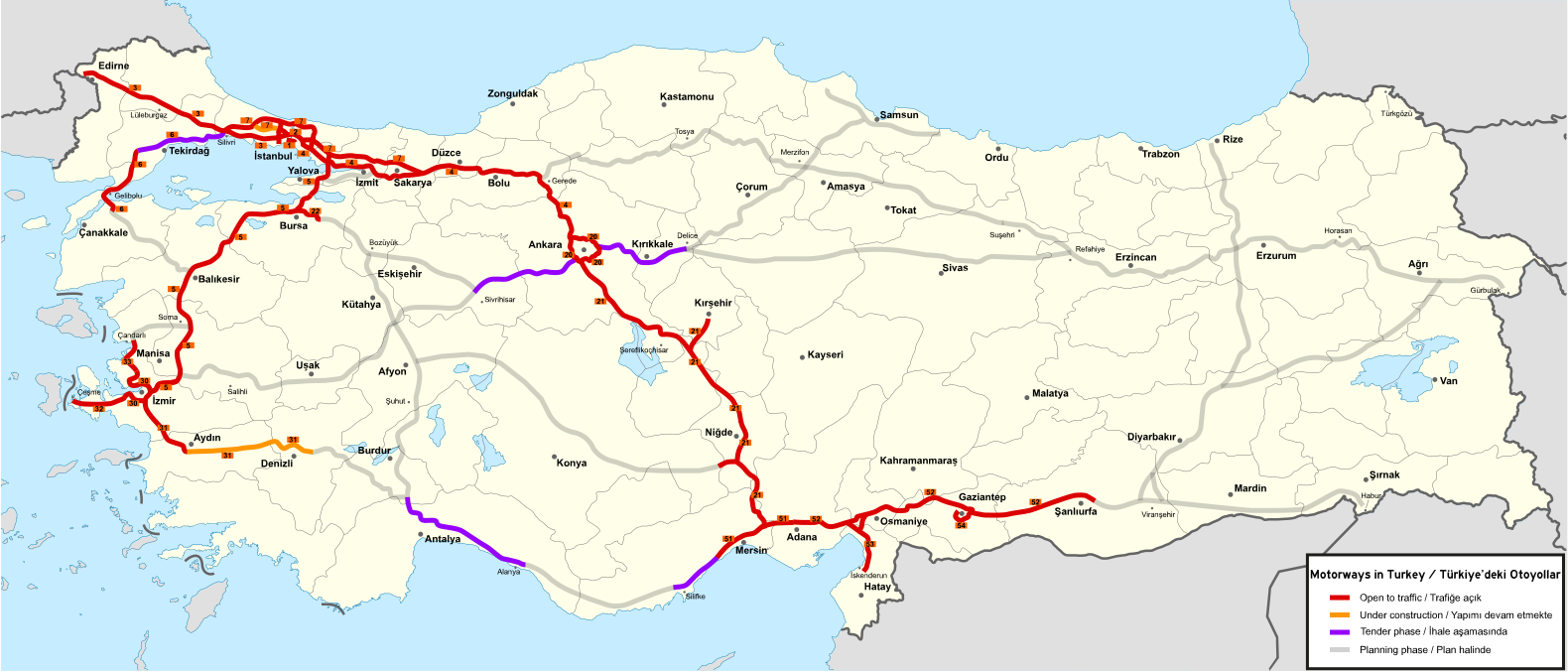
Das türkische Autobahnnetz

Das türkische Autobahnnetz (türkisch Otoyol) umfasste Ende 2020 inklusive Zubringer eine Länge von 3523 km. Die Nummerierung erfolgt grob nach ihrem Standort, so sind die Autobahnen im Großraum Istanbul einstellig, im Bereich Adana zweistellig mit führender fünf. In der Türkei gilt auf Autobahnen bis Juli 2022 ein Tempolimit von 120 km/h, alle Autobahnen sind mindestens sechsspurig und teilweise beleuchtet. Ab dem 1. Juli gilt auf den Autobahnen ein erhöhtes Tempolimit von 130 km/h, auf bestimmten neueren Strecken, die diese Geschwindigkeit zulassen (O-5, O-6, O-7 sowie O-21) gilt ein Tempolimit von 140 km/h.

## Geschichte
Die Autobahnen der Türkei sind relativ neu. 1980 gab es in der Türkei lediglich 27 km Autobahnstrecke, diese konzentrierten sich auf Istanbul.
Der Ausbau der Autobahnen ist nach 2002 zugunsten der zweibahnigen Schnellstraßen („duble yol“) der Regierung Erdoğan ins Stocken geraten. Große Investitionen seit 2002 in den Bau der zweibahnigen Schnellstraßen haben bis Ende 2016 eine Netzlänge von innerorts 1.499 km und außerorts 19.790 km hervorgebracht.
Seit 2009 werden erneut große Anstrengungen unternommen, das Autobahnnetz auszubauen. Es sollen in erster Etappe etwa 4773 km an Strecke gebaut werden. Davon befinden sich aktuell die Gebze-Orhangazi-Izmir Autobahn und die Nordmarmara-Autobahn in Bau. Die restlichen Projekte befinden sich zum Großteil noch in Planung, einige warten auf den Auftragsvergabeprozess.

Das Logo des Autobahnbetreibers Karayolları Genel Müdürlüğü

## Maut
Sechs türkische Autobahnen sind mautpflichtig. Auf diesen muss eine entfernungsabhängige Maut gezahlt werden. Tunnel und teure Bauwerke außer den Bosporus-Brücken in Istanbul und der "Osmangazi-Brücke"sind nicht extra mit Maut belegt. Mit Ausnahme einer allgemeinen Autobahnmaut gibt es keine sonstigen Gebühren auf türkischen Straßen; Schnellstraßen sind mautfrei.
Die Einnahmen durch Mautgebühren lagen 2001 noch bei etwa 203 Mio. $ und stiegen bis zum Jahr 2012 auf ca. 542 Mio. $. Die Bosporus-Brücken benutzten 2012 150 Millionen Fahrzeuge und die übrigen mautpflichtigen Straßen über 210 Millionen Fahrzeuge.

## Internationale Straßen
In der Türkei überschneidet sich das Netz der Europastraßen mit dem des Asiatischen Fernstraßen-Projektes. So ist beispielsweise die O-2 auf nahezu der gesamten Strecke sowohl Asian Highway 1, Europastraße 80 und Otoyol 2, auf den Autobahnen sind allerdings meist nur die O- und E-Nummern ausgewiesen. Insgesamt umfasst das E-Straßen-Netz der Türkei über 8800 km, das AH-Straßen-Netz über 5200 km.

## Ausstattung
Die Autobahnen werden bei Ausfahrten, Raststätten, Parkplätzen und gefährlicheren Teilstücken beleuchtet. Ausfahrten werden außerhalb von Städten fast immer mittels eines Zubringers realisiert.

### Beschilderung
Die Beschilderung hat einen grünen Hintergrund. Es wird die auch in den USA übliche Schriftart Highway Gothic verwendet.
Beim Einfahren in eine Autobahn werden die Fahrer zuerst durch das für Europa typische Autobahnzeichen auf den Beginn der Autobahn aufmerksam gemacht. Meistens befindet sich direkt daneben ein weiteres Schild, welches mit den entsprechenden Zeichen darauf hinweist, dass Fahrrädern, Pferdewägen, Fußgängern und Traktoren die Benutzung der Autobahn untersagt ist. Kurz nach Ende der Beschleunigungsspur befindet sich am rechten Fahrbahnrand in der Regel ein Schild, welches die Mindest- und Höchstgeschwindigkeit (40 bzw. 120 km/h) angibt und auf das Halteverbot und Umkehrverbot hinweist. Etwa 100 Meter später folgt ein Schild, welches mittels einer Grafik die vorgesehene Nutzung der jeweiligen Spuren zum kontinuierlichen Befahren bzw. zum Überholen erklärt und im weitesten Sinne an das Rechtsfahrgebot erinnern soll.

Beginn der Autobahn
Geschwindigkeiten, Umkehrverbot und Halteverbot
Entfernungstabelle
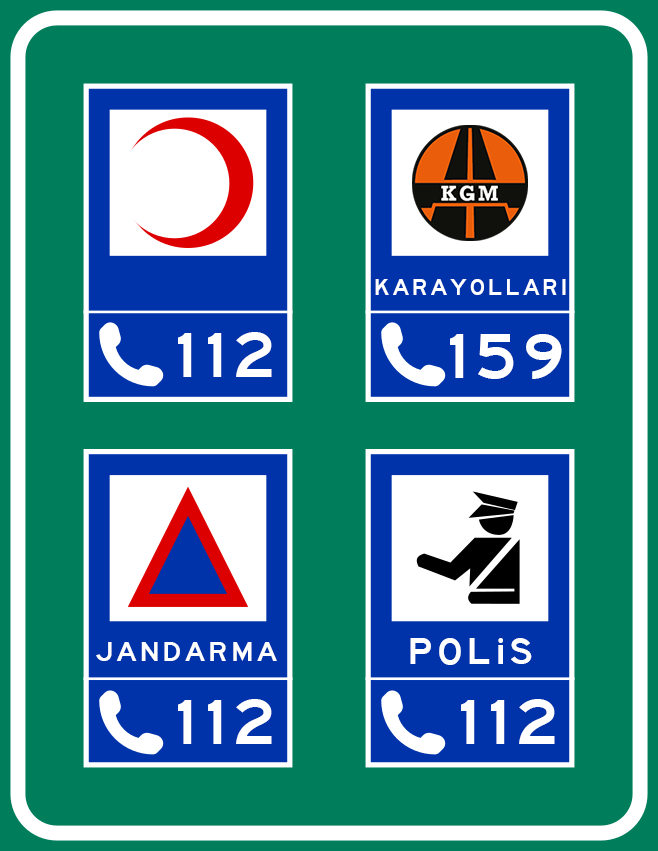
Schild, welches wichtige Telefonnummern zeigt (Notruf, Straßenamt, Gendarmerie und Polizei)
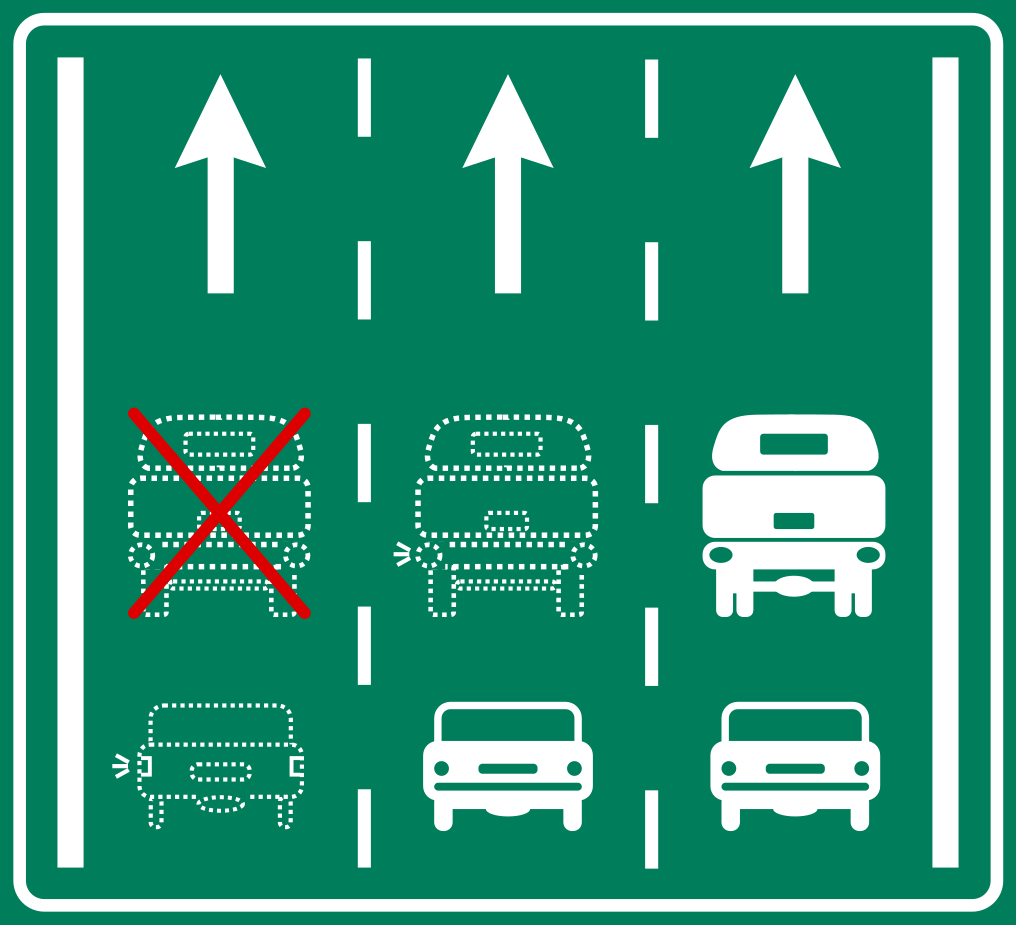
Schild, welches die Benutzung der Spuren erklärt

## Liste der Autobahnen
| Nr. | Name                                                                                       | Länge  | Verlauf                                                                 | Karte                                                     |
| --- | ------------------------------------------------------------------------------------------ | ------ | ----------------------------------------------------------------------- | --------------------------------------------------------- |
| O1  | İstanbul 1. Çevre Yolu (Istanbul-Ringautobahn Nr. 1)                                       | 23 km  | Istanbul – Brücke der Märtyrer des 15. Juli – Istanbul –                | Otoyol 1 map                                              |
| O2  | İstanbul 2. Çevre Yolu (Istanbul-Ringautobahn Nr. 2)                                       | 38 km  | – Istanbul – Fatih-Sultan-Mehmet-Brücke – Istanbul –                    | Otoyol 2 map                                              |
| O3  | Avrupa Otoyolu (Europa-Autobahn)                                                           | 231 km | – Edirne – Lüleburgaz – Çorlu – Istanbul –                              | Otoyol 3 map                                              |
| O4  | Anadolu Otoyolu (Asien-Autobahn)                                                           | 379 km | Istanbul – – Gebze – İzmit – Düzce – Bolu – Gerede – Ankara –           | Otoyol 4 map                                              |
| O5  | İstanbul – Izmir Otoyolu (İstanbul-Bursa-Autobahn)                                         | 407 km | Istanbul – Gebze – Orhangazi – Bursa – Balıkesir – Manisa – Izmir       | Otoyol 5 map                                              |
| O6  | Kınalı-Tekirdağ-Çanakkale-Balıkesir Otoyolu (Kınalı-Tekirdağ-Çanakkale-Balıkesir-Autobahn) | 321 km | Kınalı – Tekirdağ – Gelibolu – Çanakkale-1915-Brücke – Çan – Balıkesir  | Kınalı Balıkesir Motorway                                 |
| O7  | Kuzey Marmara Otoyolu (Nordmarmara-Autobahn)                                               | 398 km | Kınalı – Odayeri – Yavuz-Sultan-Selim-Brücke – İzmit – Sakarya – Akyazı | Map of Turkish Motorway Project northern marmara motorway |
| O20 | Ankara Çevre Otoyolu (Ankara-Ringautobahn)                                                 | 110 km | – Ring um Ankara                                                        | otoyol 20 map                                             |
| O21 | Tarsus-Ankara-Otoyolu (Tarsus-Ankara-Autobahn)                                             | 432 km | Tarsus – Pozantı – Niğde – Ankara                                       | otoyol 21 map                                             |
| O22 | Bursa-Sivrihisar Otoyolu (Bursa-Sivrihisar-Autobahn)                                       | 34 km  | – Östlicher Teilring um Bursa                                           | Map of O22                                                |
| O30 | İzmir Çevre Otoyolu (Izmir-Ringautobahn)                                                   | 51 km  | – – Ring um İzmir                                                       | otoyol 30 map                                             |
| O31 | İzmir – Denizli Otoyolu (Izmir-Denizli-Autobahn)                                           | 258 km | Izmir – Denizli                                                         | otoyol 31 map                                             |
| O32 | İzmir – Çeşme Otoyolu (Izmir-Çeşme-Autobahn)                                               | 79 km  | Izmir – Urla – Çeşme                                                    | otoyol 32 map                                             |
| O33 | Kuzey Ege Otoyolu (Nord-Ägäis-Autobahn)                                                    | 76 km  | – Menemen – Aliağa – Çandarlı                                           | otoyol 33 map                                             |
| O50 | Adana Otoyolu (Adana-Autobahn)                                                             | 23 km  | – Adana –                                                               | otoyol 50 map                                             |
| O51 | Adana – Mersin Otoyolu (Adana-Mersin-Autobahn)                                             | 96 km  | – Adana – Tarsus – Mersin – Kızkalesi – Taşucu                          | otoyol 51 map                                             |
| O52 | Adana – Şanlıurfa Otoyolu (Adana-Şanlıurfa-Autobahn)                                       | 365 km | – Adana – Ceyhan – Osmaniye – Gaziantep – Nizip – Şanlıurfa             | otoyol 52 map                                             |
| O53 | Toprakkale – İskenderun Otoyolu (Toprakkale-İskenderun-Autobahn)                           | 75 km  | – Dörtyol – İskenderun                                                  | otoyol 53 map                                             |
| O54 | Gaziantep Çevre Otoyolu (Gaziantep-Ring-Autobahn)                                          | 35 km  | – Teilring um Gaziantep                                                 | otoyol 54 map                                             |

Liste der geplanten und der sich in Bau befindlichen Autobahnen:
| Status                 | Name                                                               | Länge  | Verlauf | Karte                          |
| ---------------------- | ------------------------------------------------------------------ | ------ | --- | ------------------------------ |
| in der Auftragsvergabe | Ankara-Kırıkkale-Delice Otoyolu (Ankara-Kırıkkale-Delice-Autobahn) | 119 km | Ankara – Kırıkkale – Delice                                                                                          | Ankara Delice Motorway         |
| in Planung             | Yalova-İzmit Otoyolu (Yalova-İzmit-Autobahn)                       | 70 km  | Yalova – İzmit – | Yalova İzmit Motorway          |
| in Planung             | Afyon-Antalya-Alanya Otoyolu (Afyon-Antalya-Alanya-Autobahn)       | 450 km | Kırka – Afyonkarahisar – Şuhut – Keçiborlu – Burdur – Antalya – Alanya                                               | Afyon Alanya Motorway          |
| in Planung             | Ankara-İzmir Otoyolu (Ankara-İzmir-Autobahn)                       | 500 km | Ankara – Polatlı – Sivrihisar – Kırka – Dumlupınar – Uşak – Turgutlu                                                 | Ankara İzmir Motorway          |
| in Planung             | Viranşehir-Diyarbakır Otoyolu (Viranşehir-Diyarbakır-Autobahn)     | 90 km  | Viranşehir – Diyarbakır                                                                                              | Viranşehir Diyarbakır Motorway |
| in Planung             | Delice-Samsun Otoyolu (Delice-Samsun-Autobahn)                     | 280 km | Delice – Çorum – Merzifon – Samsun                                                                                   | Delice Samsun Motorway         |
| in Planung             | Bafra-Ünye Otoyolu (Bafra-Ünye-Autobahn)                           | 160 km | Bafra – Samsun – Ünye                                                                                                | Bafra Ünye Motorway            |
| in Planung             | Gerede-Merzifon Otoyolu (Gerede-Merzifon-Autobahn)                 | 300 km | Gerede – İlgaz – Tosya – Osmancık – Merzifon                                                                         | Gerede Merzifon Motorway       |
| in Planung             | Merzifon-Gürbulak Otoyolu (Merzifon-Gürbulak-Autobahn)             | 850 km | Merzifon – Amasya – Tokat – Reşadiye – Suşehri – Refahiye – Erzincan – Pülümür – Erzurum – Horasan – Ağrı – Gürbulak | Merzifon Gürbulak Motorway     |